# NPa Babitonga (P-63)
O NPa Babitonga (P-63) é uma embarcação da Marinha do Brasil, da Classe Bracuí, que exerce a função de navio-patrulha.

## História
O Babitonga serviu a Royal Navy, aonde exercia a função de Navio Varredor com o nome de HMS Arun (M-2014).
A sua construção ficou a cargo do estaleiro Richards, em Lowestoft, Grã-Bretanha.
Pertencente a Classe River,o batimento de quilha ocorreu em 4 de fevereiro de 1985, foi lançamento ao mar em 20 de agosto de 1985, incorporado em 29 de abril de 1986 e dado baixa da Marinha da Inglaterra em 18 de setembro de 1998.
Adquirido pela Marinha do Brasil, foi incorporado a Armada em 18 de setembro de 1998, em Devonport, Inglaterra.
Tem como missão a inspeção naval, a patrulha naval, a salvaguarda da vida humana no mar, e a fiscalização das águas territoriais brasileiras na área de responsabilidade> Está subordinado ao Comando do Grupamento Naval do Sul (ComGrupNS), 5º Distrito Naval. Sua base é o porto de Rio Grande. Atua no litoral dos estados do Rio Grande do Sul, Santa Catarina e Paraná.

## Origem do nome
O P-63 é a segunda embarcação da Armada a ostentar o nome Babitonga, que homenageia a Baía da Babitonga no estado brasileiro de Santa Catarina.
O Primeiro navio foi o contratorpedeiro de escolta CTE Babitonga (D-16), que esteve a serviço da Marinha Brasileira entre 1945 e 1964.

## Características
- Deslocamento : 630 ton (padrão), 720 ton (plena carga)
- Dimensões (metros): 47,6 de comprimento, 10,5 de boca e 3,1 de calado
- Velocidade (nós): 14 (máxima)
- Propulsão: 2 motores diesel Ruston tipo 6 RKCM de 1.700 bhp por motor
- Combustível: 88 toneladas de capacidade
- Autonomia : 4.500 milhas náuticas à 10 nós; 21 dias em operação contínua
- Sistema Elétrico: 2 geradores diesel G & M Power de 230 kW.
- Armamento:
  - 1 canhão Bofors Mk 3 de 40 mm
  - 2 metralhadoras
- Tripulação: 35 homens (4 oficiais)
- Equipamentos:
  - 1 lancha tipo (RHIB), para 10 homens;
  - 1 bote inflável para 6 homens;